# Владимиров, Константин Григорьевич
Константи́н Григо́рьевич Влади́миров (1899, Рославль, Смоленская губерния — 1941) — участник боёв против немецких войск на территории Беларуси в годы Великой Отечественной войны.

## Биография
Член ВКП(б). В Красной Армии с 1918 года, участник гражданской войны. С 1924 года в органах милиции. Накануне Великой Отечественной войны начальник отдела службы и боевой подготовки Могилёвского областного управления милиции, лейтенант.
При обороне Могилёва в июле 1941 года во главе милицейского батальона прикрывал северные подступы к городу: на рубеже деревень Пашково и Гаи 250 бойцов 7 дней сдерживали натиск немцев. Когда силы были на исходе, раненый К. Г. Владимиров поднял оставшихся бойцов батальона в атаку. Погиб в этом бою.
Похоронен в деревне Гаи Могилёвского района в братской могиле бойцов батальона милиции. 

## Награды
Представлен к званию капитана-указ от 1938 
Посмертно представлен к званию майора милиции-1962 год 
Посмертно награждён орденом Ленина. 

## Память
- В Могилёве его именем названа улица[1].
- Мемориал бойцам сводного батальона милиции легендарного капитана Константина Владимирова в деревне  Гаи Могилёвского района Могилёвской области Республики Беларусь (1941, 1980)[2]
- Аллея памяти бойцам батальона милиции капитана Константина Владимирова в деревне Гаи Могилёвского района Могилёвской области Республики Беларусь